# 라스트 엑자일
라스트 엑자일(Last Exile)은 곤조의 10주년 기념 TV 애니메이션이다.

## 작품 개요
아나트레이와 듀시스 두 나라가 길드의 감독 하에 벌이는 전쟁이 진행 중인 세계인 프레스터에서, 아나트레이에 사는 크라우스와 라비는 밴쉽이라 하는 작고 날개 없는 비행정으로 아버지들이 넘을 수 없었던 그랜드 스트림이라는 거대한 폭풍우를 언젠가 넘는 것을 꿈꾸고 있었다. 그러던 어느날, 전선에서 싸우는 공중 전함의 사령관에게 가족의 편지를 보내는 일을 맡는다.

## 등장인물

### 아나트레이
그랜드 스트림에서 멀리 떨어진 프레스터 세계의 한 쪽 편에 존재하는 제국이다. 군주제 국가이며, 높은 곳에 집을 짓는 것이 권력의 상징이라 황제의 성은 아나트레이에서 가장 높은 산의 정상에 있다. 물이 귀해서 평민은 귀족들의 하수를 여과 및 정수하여 쓰고 있다. 게다가 기상 제어장치의 고장으로 인해 온난화가 진행되어 물의 가치가 상승하고 있다.

#### 클라우스 발카
성우 - 지미애
클라우스 발카는 15세의 밴쉽 파일럿으로 노르키아 밴쉽 조합에 소속되어 있다. 그의 내비게이터는 어릴 때부터 친하게 지냈던 라비 헤드이다. 그의 아버지가 그랜드 스트림을 넘어야 하는 임무를 수행하다 죽은 뒤, 클라우스는 아버지의 발자취를 따라 그랜드 스트림을 넘는 것을 꿈꾸며 살아간다. 특수한 "화물"인 알비스 해밀턴을 실바나로 수송했을 때, 클라우스와 라비의 밴쉽이 망가져 실바나에 남게 된다.

#### 라비 헤드
성우 - 정현경
크라우스의 내비게이터이며 밴쉽 정비사이다. 클라우스와 라비의 아버지가 파일럿과 내비게이터 관계였기 때문에 클라우스의 내비게이터가 되었다. 클라우스와 함께 그랜드 스트림을 넘는 것을 꿈꾸고 있다.

#### 알렉스 로우
성우 - 윤동기
무적함 실바나의 함장. 옛날 듀시스와 아나트레이의 평화의 서간을 보내기 위해 크라우스와 라비의 아버지들과 함께 그랜드 스트림을 넘으려고 했지만 실패를 했다. 그 때, 약혼자인 유리스를 잃어 그 이후 자신을 계속 책망해 왔다. 그랜드 스트림에서의 사고의 원인은 마에스트로 델피네 에라클리아의 방해 때문이었으며, 사고 이후 알렉스는 델피네에게 복수하는 것이 삶의 목적이 되었다.

#### 소피아 포레스터
성우 - 이미향
무적함 실바나의 부장. 아나트레이의 황녀이다. 일정한 목적을 위해 실바나에 잠입하지만 함장을 보고 한눈에 반해 부장 자리까지 오른다. 황제의 죽음으로 인해 새로운 아나트레이의 황제로서 듀시스와 평화 협정을 체결한 뒤, 길드 소탕 작전을 실행한다.

#### 타티아나 비슬라
성우 - 은정
실바나에 속하는 밴쉽대 대장. 탑승하는 밴쉽의 색깔은 빨간색이다. 몰락한 귀족 출생이며 소피아와 사관학교 시절부터 알아왔다. 사관학교를 중퇴하고 난 뒤 소피아의 소개로 실바나에 타게 된다. 매우 딱딱한 성격으로 자존심이 높으며 융통성이 없다.

#### 앨리스터 애그류
성우 - 박신희
타티아나 비슬라의 내비게이터이다. 타티아나와 사관학교때부터 친구였으며 타티아나와 함께 중퇴해 실바나에 타게 된다.

#### 모란 세트란드
성우 - 전광주
아나트레이 마드세인 함대의 총병이다. 전장에서 어떻게든 살아남아 생환서 20개를 모아서 출세하는 것이 꿈이다. 제3차 미나기스 작전에서 임무로 인해 클라우스와 라비와 만나 그들의 임무를 돕게 된다. 마드세인 함대를 떠난 뒤, 클라우스 라비와 재회한 뒤 실버나의 정비사가 된다. 정비사를 하다가 길드 소탕 작전때 총병으로 복귀하게 된다.

#### 고드윙
성우 - 장광
실버나의 정비장. 무서운 얼굴의 거인이지만 인정이 두텁고 눈물이 헤프다.

#### 게일
성우 - 박웅선
실버나의 부정비장. 마음에 드는 남자를 체크하고 있다.

#### 코스타비
성우 - 곽윤상
실버나 정비사 중 한 명. 정중한 말씨를 하지만 성격이 매우 거칠며 손이 먼저 나간다.

#### 이산
실버나 정비사 중 한 명. 마술을 잘한다. 자기 밑으로 멀린이 들어오자 후배가 생겼다고 매우 좋아한다.

#### 빈센트 알차이
성우 - 이상헌
우르바누스의 함장. 소피아와 사관학교 시절부터 친구였다. 성격은 매우 쾌활하다. 전략에 관해서는 알렉스와 승부해도 지지 않을 정도다. 커피를 좋아해서 전투 중에도 커피를 챙긴다.

#### 데이비드 마드세인
성우 - 장광
노르키아 주둔 함대(마드세인 함대)의 사령장관. 기사도 정신을 존중하고 있으며 군사의 중요성을 잘 아는 무인이지만 궁정 귀족들에게는 시골 귀족이라고 불린다. 제3차 미나기스 작전에서 패색이 짙어진 상황에서도 결코 적에게 등을 돌리지 않겠다고 주장했지만, 클라우스의 설득 때문에 퇴각한다. 이 일 때문에 주위의 귀족들로부터 비난을 받아 노르키아 쪽의 방위 임무를 못하게 되지만 비테리우스의 사망 이후 아나트레이 함대의 총사령관이 된다.

#### 홀리 마드세인
데이비드 마드세인의 딸. 올리브 꽃을 좋아하며 아버지를 자랑스럽게 생각하지만, 전장으로 향하는 아버지의 몸을 걱정하고 있다. 듀시스와 평화 체결 이후 글드에 의해 노르키아에 상당한 피해가 났을 때 자택을 야전 병원으로 활용하여 어머니와 함께 간호사로 일한다. 알비스는 일 하던 홀리와 만나 자신도 강하게 살 것을 다짐한다.

#### 비테리우스 그라미스
아나트레의 총사령관. 아나트레이 호전파의 우두머리이다. 황제에게 길드와 듀시스 둘의 섬멸을 주장하기 때문에 황제에게 평화안을 제시하는 재상 마리우스를 싫어한다.

### 듀시스
프레스터의 아나트레이 반대쪽에 위치하는 공화제 국가. 기상 제어장치의 고장으로 인해 한랭화가 진행되고 있어서 이민 목적으로 아나트레이 침공을 한다. 침공 할 때도 한랭화가 계속되어 결국 대형 로켓에 의한 대량 이민을 강행한다.

#### 듀나 시어
듀시스의 신병이다. 동생들이 많아서 식료품을 우선 지급받을 수 있는 군인에 지원했다. 길드 유닛 제압 작전 훈련중에 멀린과 알게 되어 서로 사랑하는 사이가 된다.

#### 네스텔 메시나
듀시스 함대의 사령관. 아나트레이와의 총력전에 즈음하여 사령관으로 임명되었지만 아나트레이와 결사 항전을 주장하지 않고 공존을 제안하고 있다. 대량 이민작전의 실패로 인해 아나트레이로의 마지막 총력전을 수행하려고 했지만 소피아의 중개로 인해 공존의 길을 선택했다.

### 길드
프레스터를 양분하는 그랜드 스트림 내에 있는 합의제 국가. 프레스터의 관리를 맡은 사람들로 아나트레이와 듀시스보다 훨씬 발전된 기술을 가지고 있다. 길드인들은 스스로를 세계의 관리자로 지칭해서 금욕 정신을 대대로 계승하고 있었지만 델피네의 쿠데타 이후로 거장의 독재 국가로 변모했으며 델피네의 사리사욕으로 세계를 관리하고 있다.

#### 알비스 해밀턴
성우 - 신소윤
길드의 4 가문 중 하나인 해밀턴가의 딸이다. 애칭은 "알"이다. 매우 낯을 가리고 실제 나이보다 어리게 보이지만 크라우스, 라비와 만나고 나서는 밝아진다. 거주지가 길드에 알려지고 난 뒤 황제의 명에 의해 "세계에서 가장 안전한 장소"라는 실버나에 옮겨지게 되지만, 알을 태운 랄프와 기타의 밴쉽이 길드의 공격으로 인해 추락하자 그 임무를 이어받은 크라우스와 라비의 손에 의해 옮겨진다. 길드의 4 가문에게 각각 전해지는 뮤스테리온과 생체 키인 자신에 의해 엑자일이 기동한다.

#### 디오 에라클리아
성우 - 박신희
델피네의 남동생, 길드 4 가문 중 하나인 에라클리아 가문이다. 규칙에 얽매이는 것을 싫어하고 새로운 것에 흥미를 느끼며 재미있는 것을 좋아한다. 조금 신비롭게 변하기도 하지만 기본적으로는 번뇌가 없는 순수한 소년이다. 누나를 극단적으로 무서워하고 있다. 실버나를 공격하는 길드함을 타고 있었을 때, 우연히 길드함과 싸우는 클라우스의 천재적인 조정 기술을 보고 그를 "임멜만"이라고 부른다. 클라우스와 승부를 하기 위해 호라이즌케이브의 8시간 내구 레이스에 참가하지만 패배하였고, 그 때문에 클라우스에 더욱 흥미를 가지게 되어 실버나에 승선한다. 델피네에게 잡힌 후에 세뇌로 기억을 빼앗기며 성격도 파괴된다.

#### 루시오라
성우 - 은정
디오의 하인이다. 디오가 실버나에 탑승하고 나서도 쭉 시중을 든다. 디오가 세뇌된 사건을 계기로 길드에 반항을 하게 된다. 어릴 적에 델피네가 디오에게 장난감으로 선물 하였지만, 디오는 루시오라를 친구라고 불렀다.

#### 마에스트로 델피네 에라클리아
길드의 독재자. 어릴적부터 사람의 생명이나 마음을 유린하는 것에 기쁨을 느끼는 새디스트로, 모두가 자신의 생각대로 된다고 생각하고 있다. 좋아하는 것은 붉은 장미이다.

#### 마리우스 바시아누스
길드의 4 가문 중 하나인 바시아누스의 당주이다. 아내는 아나트레이 사람으로 길드 내에서 온건파였지만 델피네가 쫓아내어 아나트레이로 망명한다. 밴쉽 기술 등 아나트레이에 있어 중요한 기술을 전수했다.

#### 레시우스 다고베일
길드의 4 가문 중 하나인 다고베일가의 당주이다. 마리우스와 함께 아나트레이로 망명했다. 망명 시 타고 있던 길드함의 유닛은 그대로 실버나에 전용된 이후 실버나 기관실에서 레시우스가 관리 및 운용을 하고 있다.

#### 시카다
델피네의 측근. 루시오라의 형이다. 화를 잘 내지만 길드에 충성하는 마음으로 감정을 억누르고 있다. 크라우스의 도망을 방조한 루시오라와 싸우지만 패배한다.

## 등장하는 함선

### 실바나
델피네의 쿠데타로 인한 탄압으로 도망친 해밀턴, 다고베일, 바시아누스가의 잔당이 타고 있던 유닛을 이용해 아나트레이에서 극비리에 건조한 함이다. 유닛 뿐만 아니라 각종 기술도 길드에서 탈출한 사람들이 보유하고 있던 것이다.

### 밴쉽
아나트레이의 소형 비행정. 앞자리는 파일럿이, 뒷자리는 길 안내와 주변 경계 및 탄약 장전등을 하는 내비게이터가 탑승한다. 주로 물건 따위를 운송할 때 사용하지만, 군용으로도 이용된다. 클라우디아 관 안의 클라우디아를 고속으로 순환시켜 부력을 얻어 비행한다.

### 엑자일
태고의 인류가 황폐화 된 원래 세계로부터 프레스터로 이민할 때 사용한 이민선. 발착장은 듀시스의 호수 아래에 있지만, 제1차 이민 작전 뒤에 아나트레이와 듀시스 중간에 떠있게 된다. 이때 폭풍우를 사용한 방어막을 구축하고 있었는데, 이것이 그랜드 스트림이다. 길드는 이것을 숨겨 전설화를 해서 과거의 사람들이 쓰던 기술을 독점함은 물론 프레스터 지배의 구실로 삼았다.
알비스는 엑자일 기동하기 위한 생체 키이며, 알이 탄생한 것은 원래 세계로 귀환 작전을 위한 환경이 갖추어진 것을 의미한다. 또 알을 키로 사용하기 위한 비밀번호를 뮤스테리온으로서 길드 4 가문에 전승하고 있었다. 델피네는 알비스의 탄생으로 프레스터의 지배 구실인 엑자일이 없어지는 것을 경계해서 알비스와 모든 뮤스테리온을 자신이 가지길 바랐다.
대기중의 엑자일은 선체를 견고한 장갑으로 가리고 있으며 다가오는 물체는 촉수로 공격한다.

## 주제가
- 오프닝 주제곡 〈Cloud Age Symphony〉
  - 작사·작곡·편곡 : 오키노 순타로우
- 엔딩 주제곡 〈Over The Sky〉
  - 작사·작곡·편곡 : 쿠로이시 히토미

## 방영 목록
| 화수 | 제목                 | 본방송일자 (일본) | 방영순서 |
| ---- | -------------------- | ----------------- | -------- |
| 1    | "First move"         | 2003년 4월 7일    | 1        |
| 2    | "Luft Vanship"       | 2003년 4월 14일   | 2        |
| 3    | "Transpose"          | 2003년 4월 21일   | 3        |
| 4    | "Zugzwang"           | 2003년 4월 28일   | 4        |
| 5    | "Positional Play"    | 2003년 5월 5일    | 5        |
| 6    | "Arbiter Attack"     | 2003년 5월 12일   | 6        |
| 7    | "Interesting Clause" | 2003년 5월 19일   | 7        |
| 8    | "Take Back"          | 2003년 5월 26일   | 8        |
| 9    | "Calculate Alex"     | 2003년 6월 2일    | 9        |
| 10   | "Swindle"            | 2003년 6월 9일    | 10       |
| 11   | "Develop"            | 2003년 6월 16일   | 11       |
| 12   | "Discovered Attack"  | 2003년 6월 23일   | 12       |
| 13   | "Isolated Pawn"      | 2003년 6월 30일   | 13       |
| 14   | "Etude Lavie"        | 2003년 7월 7일    | 14       |
| 15   | "Fairy Chess"        | 2003년 7월 14일   | 15       |
| 16   | "Breakthrough"       | 2003년 7월 21일   | 16       |
| 17   | "Making Material"    | 2003년 7월 28일   | 17       |
| 18   | "Promotion Sophia"   | 2003년 8월 4일    | 18       |
| 19   | "Sicilian Defense"   | 2003년 8월 11일   | 19       |
| 20   | "Grand Stream"       | 2003년 8월 18일   | 20       |
| 21   | "Rook Dio"           | 2003년 8월 25일   | 21       |
| 22   | "Queen Delphine"     | 2003년 9월 1일    | 22       |
| 23   | "Castling Lucciola"  | 2003년 9월 8일    | 23       |
| 24   | "Sealed Move"        | 2003년 9월 15일   | 24       |
| 25   | "Quiet Move"         | 2003년 9월 22일   | 25       |
| 26   | "Resign"             | 2003년 9월 29일   | 26       |

## 같이 보기
- 이멜만 반전 - 자주 나오는 조종 기술
- 라스트 엑자일 -은빛 날개의 팜-